# Hôtel de Moussac
L’hôtel de Moussac est un hôtel particulier situé à Montmorillon, dans le département de la Vienne.

## Histoire
L'hôtel de Moussac, édifié au XVIIIe siècle, situé à Montmorillon,  est l'ancienne résidence de la famille poitevine Augier de Moussac, titulaire d'une charge de secrétaire du roi (1747 - lettres d'honneur 1772) et à ce titre anoblie sous le règne du roi Louis XV.
Les façades et les toitures de l'hôtel, ainsi que le portail et les deux pavillons d'entrée ; l'escalier intérieur avec sa rampe en fer forgé, la cheminée de la bibliothèque ainsi que de nombreuses pièces décorées (le petit, le grand salon, le boudoir, la salle à manger et les cinq pièces à l'étage incluant boiseries et cheminées) sont classés au titre des monuments historiques le 12 juillet 1973.